# Jennings River
Der Jennings River ist ein etwa 150 km langer Zufluss des Teslin Lake im Norden der kanadischen Provinz British Columbia.

## Flusslauf
Der Jennings River hat seinen Ursprung in einem 1370 m hoch gelegenen namenlosen See in den Stikine Ranges. Er fließt anfangs in einem Bogen, zuerst nach Osten, dann nach Norden und schließlich nach Südwesten. Entlang seinem Oberlauf befinden sich mehrere seenartige Verbreiterungen. Nach 60 km wendet sich der Jennings River in Richtung Westnordwest und bildet die Trennlinie zwischen den nördlich gelegenen Stikine Ranges und der im Süden gelegenen Atsutla Range. Auf den letzten 30 km durchschneidet der Jennings River das Nisutlin-Plateau, bevor er das Ostufer des Teslin Lake, 22 km nördlich von dessen südlichen Seeende, erreicht.
Benannt wurde der Fluss nach William Tyndale Jennings (1846–1906) aus Toronto, der um das Jahr 1897 Erkundungen in dem Gebiet durchführte, möglicherweise im Zusammenhang mit einer geplanten Bahnstrecke Stikine–Teslin.